# Línia Mollerussa-Balaguer
La línia Mollerussa-Balaguer era una línia de ferrocarril que unia les ciutats de Mollerussa i Balaguer. La línia va ser construïda i explotada per la companyia Ferrocarril de Mollerussa a Balaguer fins al 1951 que va ser clausurada.

## Descripció
La línia de 18 quilòmetres de longitud era d'ample ferroviari mètric amb vuit estacions, tenia dos ramals un de 2 km a Menàrguens i un d'1,3 a la finca el Merlet. Va ser utilitzada per al transport de materials de construcció destinats al pantà de Camarasa.

## Història
En els seus orígens, es va projectar per a poder fer el transport de la remolatxa cap a la fàbrica de sucre de Menàrguens. Les plantacions de remolatxa sucrera ocupaven grans extensions de terreny a la Noguera, l'Urgell el Segrià, les Garrigues i la Llitera. Va començar a ser construït l'any 1899 per la societat Manuel Bertran i Cia., un industrial de Barcelona, i la seva inauguració definitiva no va ser fins a l'any 1905.

### Cronologia
- 1899: Inici de la construcció de la línia
- 1905: La línia inicia el servei.
- 1950: Clausura del ramal de Menàrguens.
- 1951: Clausura definitiva de la línia.

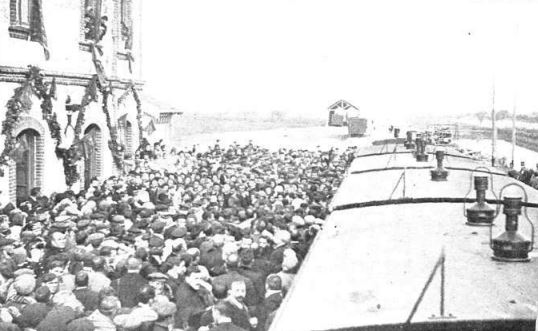
Sortida de Mollerussa al tren inaugural de 1905
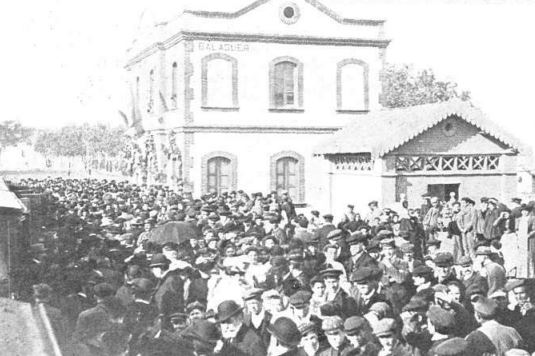
Arribada a Balaguer al tren inaugural de 1905